# 草香祭
草香 祭（くさか まつり）は、ボーイズラブゲームを主に手がけるシナリオライター、原画家、脚本家。

## 主な作品

### ゲーム
- 青の扉 白の鍵 （Cyc）2000年6月9日 一部シナリオ
- 花暦 （Cyc）2000年11月30日 一部シナリオ
- 神愛 ～Shin ai～ （Cyc）2002年5月10日 一部シナリオ
- 薔薇ノ木ニ薔薇ノ花咲ク （Cyc Rose）2003年2月21日 全シナリオ&原画
- 薔薇ノ木ニ薔薇ノ花咲ク　ファンディスク （Cyc Rose）2003年9月26日 全シナリオ&原画
- 同人誌即売会をやろう！ （Cyc）2003年11月28日 一部シナリオ
- ゴア・スクリーミング・ショウ （BLACK Cyc）2006年1月20日 アダルトシーン以外全シナリオ
- 銃刀・追憶編（BLACK Cyc）2007年8月31日 全シナリオ
- 神学校 -Noli me tangere- （PIL/SLASH）2011年3月30日 全シナリオ
- 戦国姫歌～時果の契り～ （ディースリー・パブリッシャー）2015年5月8日 全シナリオ